# Wereldkampioenschap shorttrack 1980 (individueel)
De wereldkampioenschappen shorttrack 1980 werden van 22 tot en met 23 maart 1980 in Milaan, Italië gehouden.

## Deelnemers

### België
| Vrouwen            | Mannen         |
| ------------------ | -------------- |
| Maggy Sonneville   | Luc de Rijck   |
| C Verbocht         | Johan Anthonis |
| Cathy Goyvaerts    | Paul Goethals  |
| Manuella Van Loock | Henk Koudenijs |

### Nederland
| Mannen            |
| ----------------- |
| Menno Boelsma     |
| Gijs Rijneveld    |
| Arie Ravensbergen |
| Wim den Elsen     |

## Medailles

### Mannen
| Onderdeel         | Goud           | Goud   | Zilver        | Zilver    | Brons          | Brons |
| ----------------- | -------------- | ------ | ------------- | --------- | -------------- | ----- |
| 500m              | Marc Bella     | FRA    | Shane Warren  | AUS       | Gaetan Boucher | CAN   |
| 1000m             | Gaetan Boucher | CAN    | Louis Baril   | CAN       | Kenichi Sugio  | JPN   |
| 1500m             | Gaetan Boucher | CAN    | Louis Grenier | CAN       | Rodney Bates   | AUS   |
| 3000m superfinale | Gaetan Boucher | CAN    | Louis Grenier | CAN       | Shane Warren   | AUS   |
| Klassement        | Gaetan Boucher | CAN    | Louis Grenier | CAN       | Marc Bella     | FRA   |
| Aflossing         | Canada         | Canada | Australië     | Australië | Japan          | Japan |

### Vrouwen
| Onderdeel         | Goud         | Goud   | Zilver         | Zilver | Brons            | Brons            |
| ----------------- | ------------ | ------ | -------------- | ------ | ---------------- | ---------------- |
| 500m              | Mika Kato    | JPN    | Gloria Bogacki | USA    | Kathy Turnbull   | CAN              |
| 1000m             | Mika Kato    | JPN    | Miyoshi Kato   | JPN    | Kathy Turnbull   | CAN              |
| 1500m             | Miyoshi Kato | JPN    | Mika Kato      | JPN    | Kathy Turnbull   | CAN              |
| 3000m superfinale | Miyoshi Kato | JPN    | Kathy Turnbull | CAN    | Gloria Bogacki   | USA              |
| Klassement        | Miyoshi Kato | JPN    | Mika Kato      | JPN    | Kathy Turnbull   | CAN              |
| Aflossing         | Italië       | Italië | Japan          | Japan  | Verenigde Staten | Verenigde Staten |

### Medailleklassement
| Plaats | Land             | Goud | Zilver | Brons | Totaal |
| 1      | Canada           | 5    | 5      | 5     | 15     |
| 2      | Japan            | 5    | 5      | 2     | 12     |
| 3      | Frankrijk        | 1    | 0      | 1     | 2      |
| 4      | Italië           | 1    | 0      | 0     | 1      |
| 5      | Australië        | 0    | 2      | 2     | 4      |
| 6      | Verenigde Staten | 0    | 0      | 2     | 2      |
| Totaal | Totaal           | 12   | 12     | 12    | 36     |

## Eindklassementen

### Mannen
| Rang   | Naam             | Land      | Punten1 |
| ------ | ---------------- | --------- | ------- |
| Goud   | Gaetan Boucher   | Canada    | -       |
| Zilver | Louis Grenier    | Canada    | -       |
| Brons  | Marc Bella       | Frankrijk | -       |
| 4      | Shane Warren     | Australië | -       |
| 5      | Louis Baril      | Canada    | -       |
| 6      | Rodney Bates     | Australië | -       |
| 7      | Kenichi Sugio    | Japan     | -       |
| 8      | Michael Richmond | Australië | -       |

1. In de broninformatie zijn geen punten opgenomen voor de individuele einduitslag.

### Vrouwen
| Rang   | Naam           | Land   | Punten1 |
| ------ | -------------- | ------ | ------- |
| Goud   | Miyoshi Kato   | Japan  | -       |
| Zilver | Mika Kato      | Japan  | -       |
| Brons  | Kathy Turnbull | Canada | -       |
| 4      | Gloria Bogacki | USA    | -       |
| 5      | Marzia Peretti | ITA    | -       |

1. In de broninformatie zijn geen punten opgenomen voor de individuele einduitslag.
Wereldkampioenschap shorttrack (individueel)

Champaign 1976 · 
Grenoble 1977 · 
Solihull 1978 · 
Quebec 1979 · 
Milaan 1980 · 
Meudon 1981 · 
Moncton 1982 · 
Tokio 1983 · 
Peterborough 1984 · 
Amsterdam 1985 · 
Chamonix 1986 · 
Montreal 1987 · 
St. Louis 1988 · 
Solihull 1989 · 
Amsterdam 1990 · 
Sydney 1991 · 
Denver 1992 · 
Peking 1993 · 
Guildford 1994 · 
Gjövik 1995 · 
Den Haag 1996 · 
Nagano 1997 · 
Wenen 1998 · 
Sofia 1999 · 
Sheffield 2000 · 
Jeonju 2001 · 
Montreal 2002 · 
Polen 2003 · 
Göteborg 2004 · 
Peking 2005 · 
Minneapolis 2006 · 
Milaan 2007 · 
Gangneung 2008 · 
Wenen 2009 · 
Sofia 2010 · 
Sheffield 2011 · 
Shanghai 2012 · 
Debrecen 2013 · 
Montreal 2014 · 
Moskou 2015 · 
Seoel 2016 · 
Rotterdam 2017 · 
Montreal 2018 ·
Sofia 2019 ·
Seoel 2020 ·
Dordrecht 2021 ·
Montreal 2022 ·
Seoel 2023 ·
Rotterdam 2024 ·
Peking 2025
Wereldkampioenschap shorttrack (teams)

Seoul 1991 · 
Nobeyama 1992 · 
Boedapest 1993 · 
Cambridge 1994 · 
Zoetermeer 1995 · 
Lake Placid 1996 · 
Seoel 1997 · 
Bormio 1998 · 
St. Louis 1999 · 
Den Haag 2000 · 
Nobeyama 2001 · 
Milwaukee 2002 · 
Boedapest 2003 · 
Sint-Petersburg 2004 · 
Chuncheon 2005 · 
Montreal 2006 · 
Boedapest 2007 · 
Harbin 2008 · 
Heerenveen 2009 · 
Bormio 2010 · 
Warschau 2011
Wereldkampioenschappen shorttrack junioren

Seoel 1994 ·
Calgary 1995 ·
Courmayeur 1996 ·
Marquette 1997 ·
Saint Louis 1998 ·
Montreal 1999 ·
Székesfehérvár 2000 ·
Warschau 2001 ·
Chuncheon 2002 ·
Boedapest 2003 ·
Peking 2004 ·
Belgrado 2005 ·
Miercurea Ciuc 2006 ·
Mladá Boleslav 2007 ·
Bozen 2008 ·
Sherbrooke 2009 ·
Taipei 2010 ·
Courmayeur 2011 ·
Melbourne 2012 ·
Warschau 2013 ·
Erzurum 2014 ·
Osaka 2015 ·
Sofia 2016 ·
Innsbruck 2017 ·
Tomaszów Mazowiecki 2018 ·
Montreal 2019 ·
Bormio 2020 ·
Salt Lake City 2021 ·
Gdańsk 2022 ·
Dresden 2023 ·
Gdańsk 2024 ·
Calgary 2025